# U-Bahn-Station Hütteldorf
Hütteldorf is een metrostation in het district Penzing van de Oostenrijkse hoofdstad Wenen. Het station werd geopend op 20 december 1981 en wordt bediend door lijn U4.

## Geschiedenis
Op 26 januari 1968 werd besloten om een metronet aan te leggen waarbij de Wientallinie en de Donaukanallinie zouden worden omgebouwd tot lijn U4. De ombouw tot metro vond plaats tussen 1976 en 1981. 
Het westelijke eindpunt van de Wientallinie lag sinds 1 juni 1898 bij Station Wien Hütteldorf maar in het kader van de ombouw van de Stadtbahn tot metro werd aan de zuidkant van dat station in 1977 een eilandperron in een loods gebouwd tegen het zuidelijke stationsgebouw aan. 
De stelplaats van de Stadtbahn werd op 25 oktober 1980 gesloten, maar de laatste opstelsporen werden pas op 12 maart 1981 opgebroken. Op 28 augustus 1981 reed de elektrische Stadtbahn voor het laatst naar Hütteldorf, voordat het metroverkeer naar Hütteldorf op 20 december 1981 van start ging. 

## Ligging en inrichting
De loods met het eilandperron ligt tussen een keerspoor aan de westkant van het station en een remise aan de oostkant. Het station ligt op de linkeroever van de Wien en de metro's gaan dan ook via een brug ten oosten van het station naar de andere oever, aangezien de Wientallinie op de rechteroever ligt. Nog iets verder naar het oosten staat sinds 2008 een P&R-garage die via een loopbrug met het metroperron verbonden is. Het metrostation heeft een gemeenschappelijke reizigerstunnel met het spoorwegstation die met liften en (rol)trappen met het perron is verbonden.

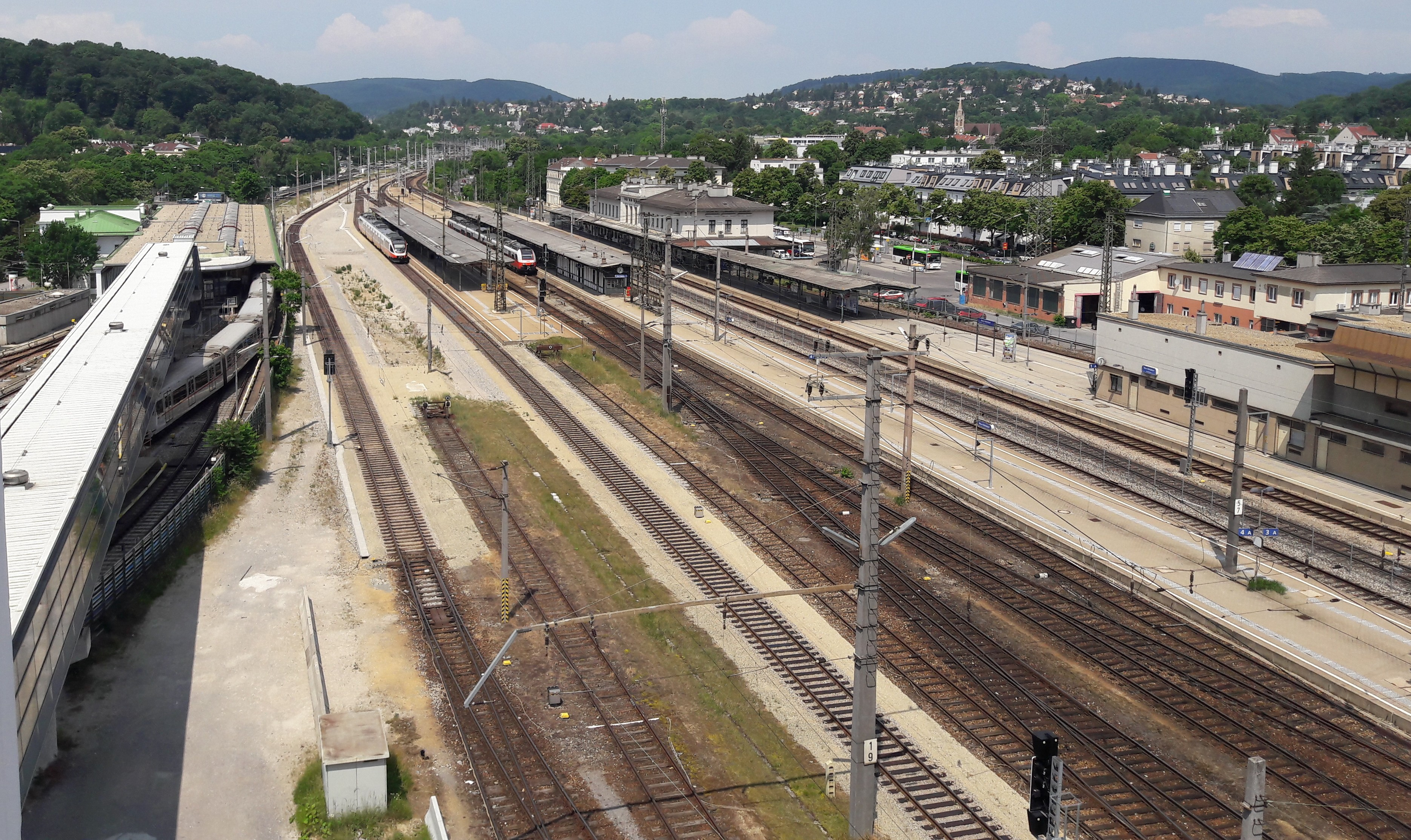
Metrostation (links) en spoorwegstation (rechts)
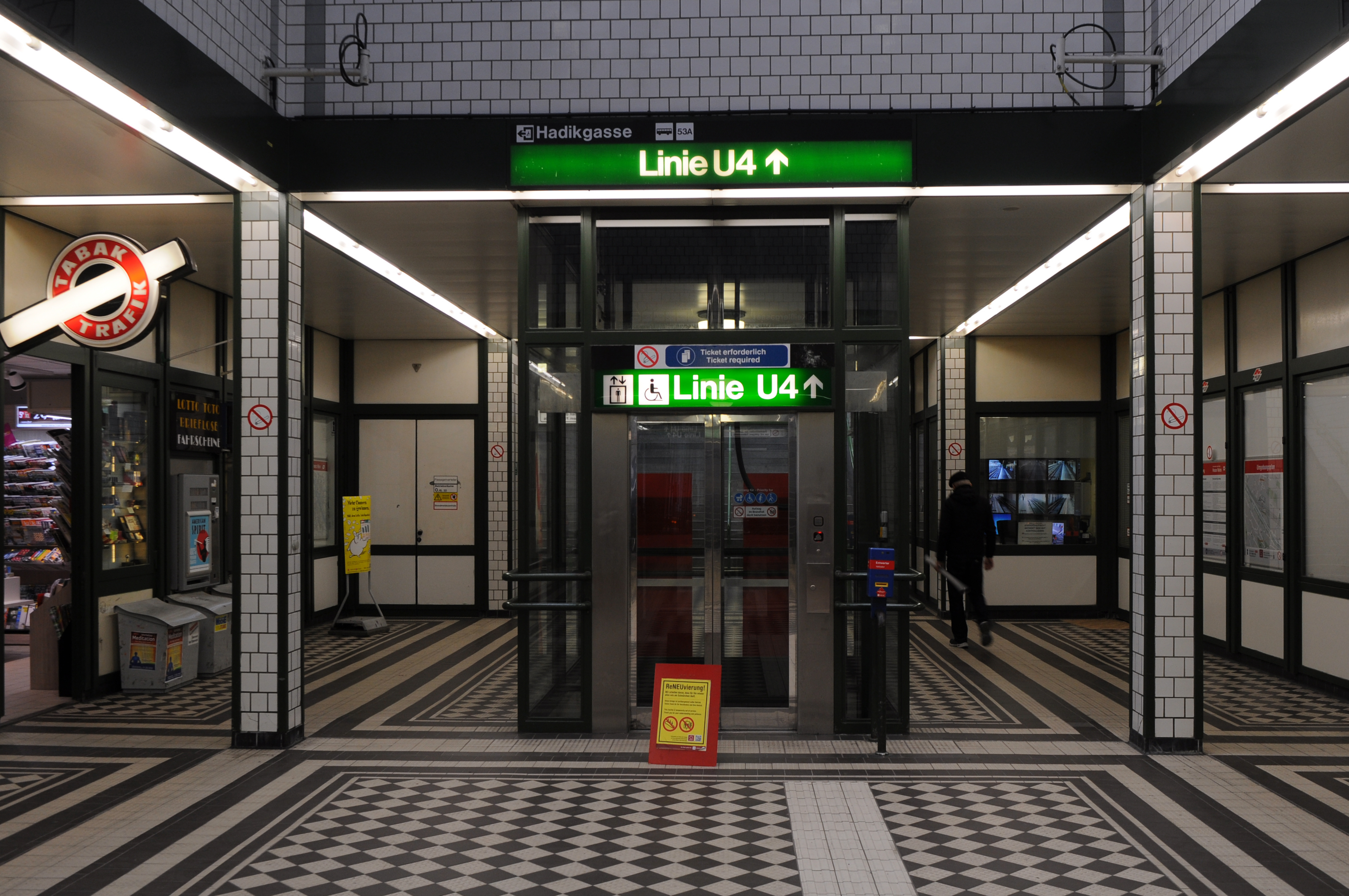
De lift van de U4 in de reizigerstunnel.
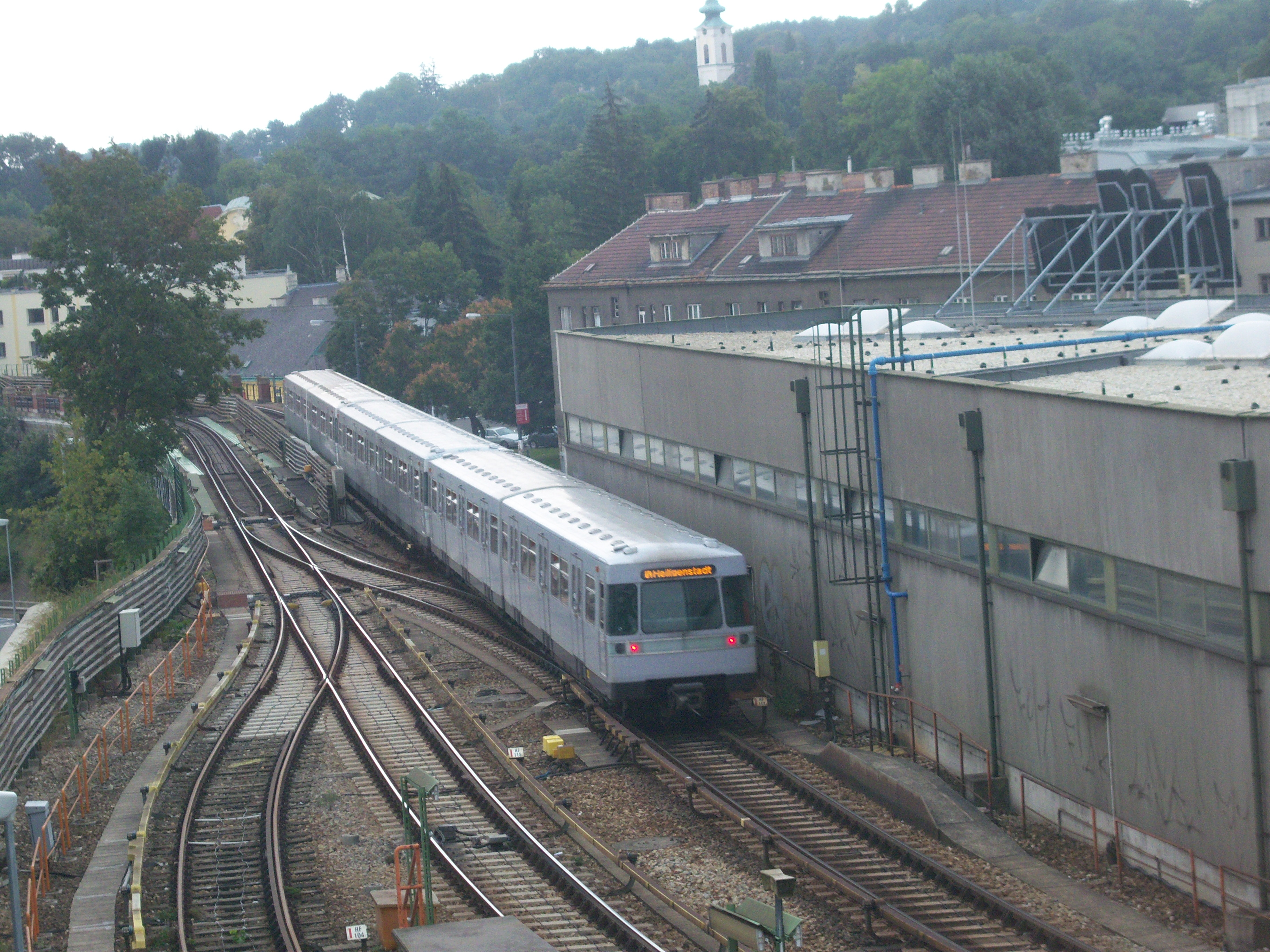
Een metrostel op de brug over de Wien.